# El Ançor
El Ançor è un comune dell'Algeria, situato nella provincia di Orano.